# アティテュード (雑誌)
『アティテュード』(英語: Attitude、attitudeと小文字で書くこともある) は、ストリーム・パブリッシング・リミテッドによって刊行されているイギリス発のゲイ向けのライフスタイル雑誌である。世界中で発行されており、App StoreではiPadやiPhone、Android MarketではAndroid向けにも配信されている。1994年5月に初版が発行された。 2011年3月以降からはタイ版が発行されている。2017年2月にはベルギー、オランダ版も出版された。

## 内容

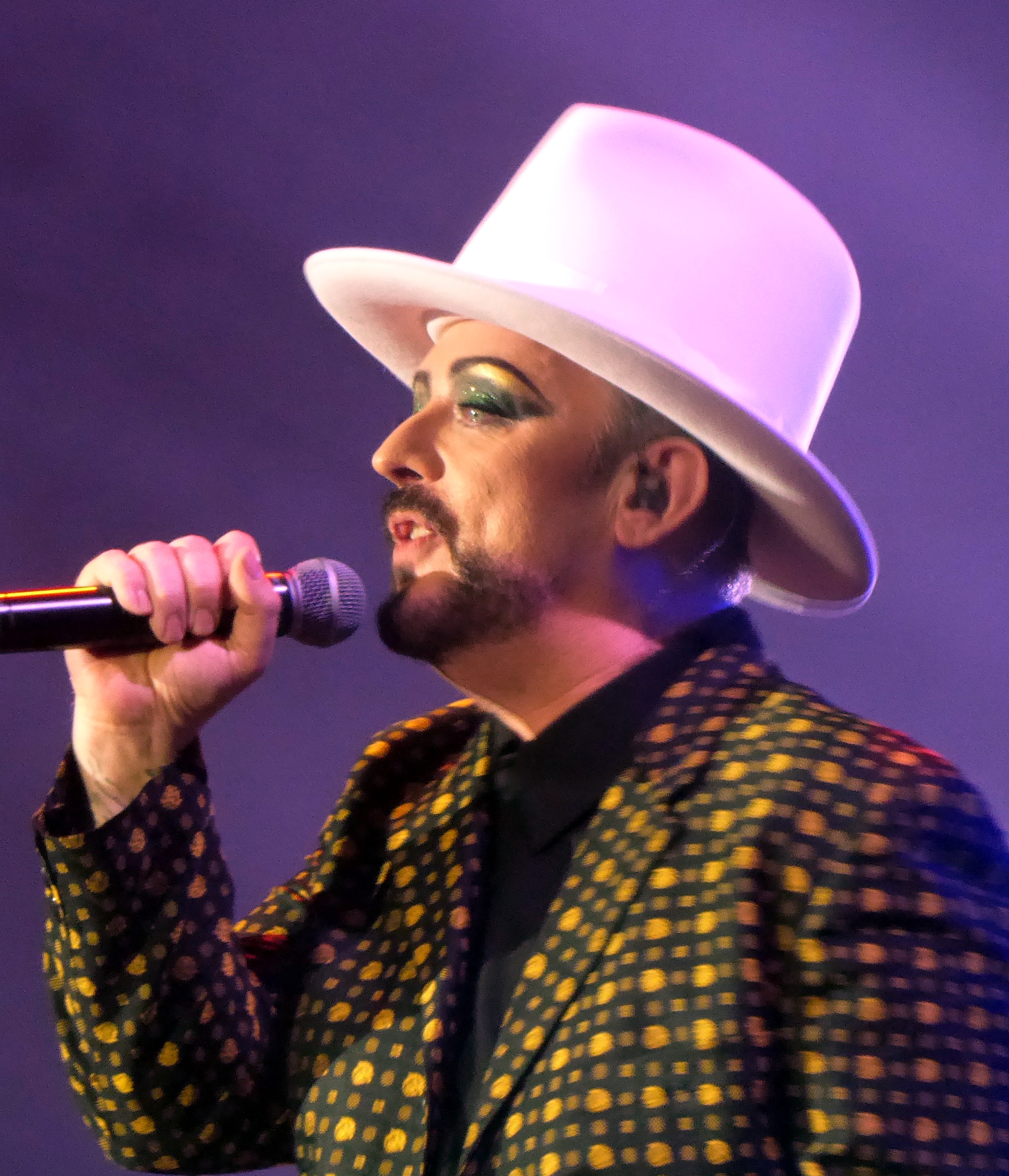
ボーイ・ジョージは創刊号の表紙や記事の寄稿などで関わった。

2017年1月の時点では、280号ほど刊行され、300以上の著名人が表紙を飾った。また、半分以上の表紙が同性愛者の著名人である。
2012年からはアティテュード・アワードも主催しており、ボーイ・ジョージなど雑誌に関わりがあり、なおかつLGBTQコミュニティへの影響力や功績を称えられた有名人が各部門を受賞している。

### 出来事
トニー・ブレア首相はイギリス選挙の前日の2005年5月に、『アティテュード』のインタビューに初めて答えた。今までに、首相に就任している者がゲイ雑誌のインタビューに答えたのはこれが初めてのことであった。2009年5月には、彼は『アティテュード』の創刊15周年を祝うために2度目のインタビューに答えた。また、彼はローマ教皇の同性愛者に対する否定的な態度を批判し、宗教指導者として「考えを改める」必要があると主張した。
2009年8月、ハリー・ポッターシリーズの主役を演じたダニエル・ラドクリフは、初めてゲイの雑誌のインタビューに答えた。彼は本誌にて、イギリスの政党である自由民主党の支持を表明した
2010年2月、元保守党党首のデーヴィッド・キャメロンは、本誌の表紙を飾り、インタビューに答えた。
2016年、ウィリアム王子は本誌で、イギリス王室の一員として初めてゲイ向けの雑誌で単独の表紙を飾った。彼は、同性愛、両性愛、性同一性障害、トランスジェンダーに対する嫌悪などによるいじめを受けたり、その結果、精神衛生上の問題が生じてしまった経験を持つ、9名のLGBTの人々と面会した。この特集号はBBC、NBC、ITN、Sky Newsなどを含む世界中のニュースやメディアで主要な話題となった。

## 所有権の歴史
『アティテュード』は、1994年よりリチャード・デスモンドが経営しているノーザン・アンド・シェルによって発行された。2004年までに何度か所有者が代わった後、2016年9月にはストリーム・パブリッシング・リミテッドによって買収された。また、2013年8月にゲイ向け高級ライフスタイル雑誌であるWingを英語で発行する権利をアムステルダムを拠点としていた経営者のザ・メディアマンションから獲得した。

## 表紙を飾った有名人

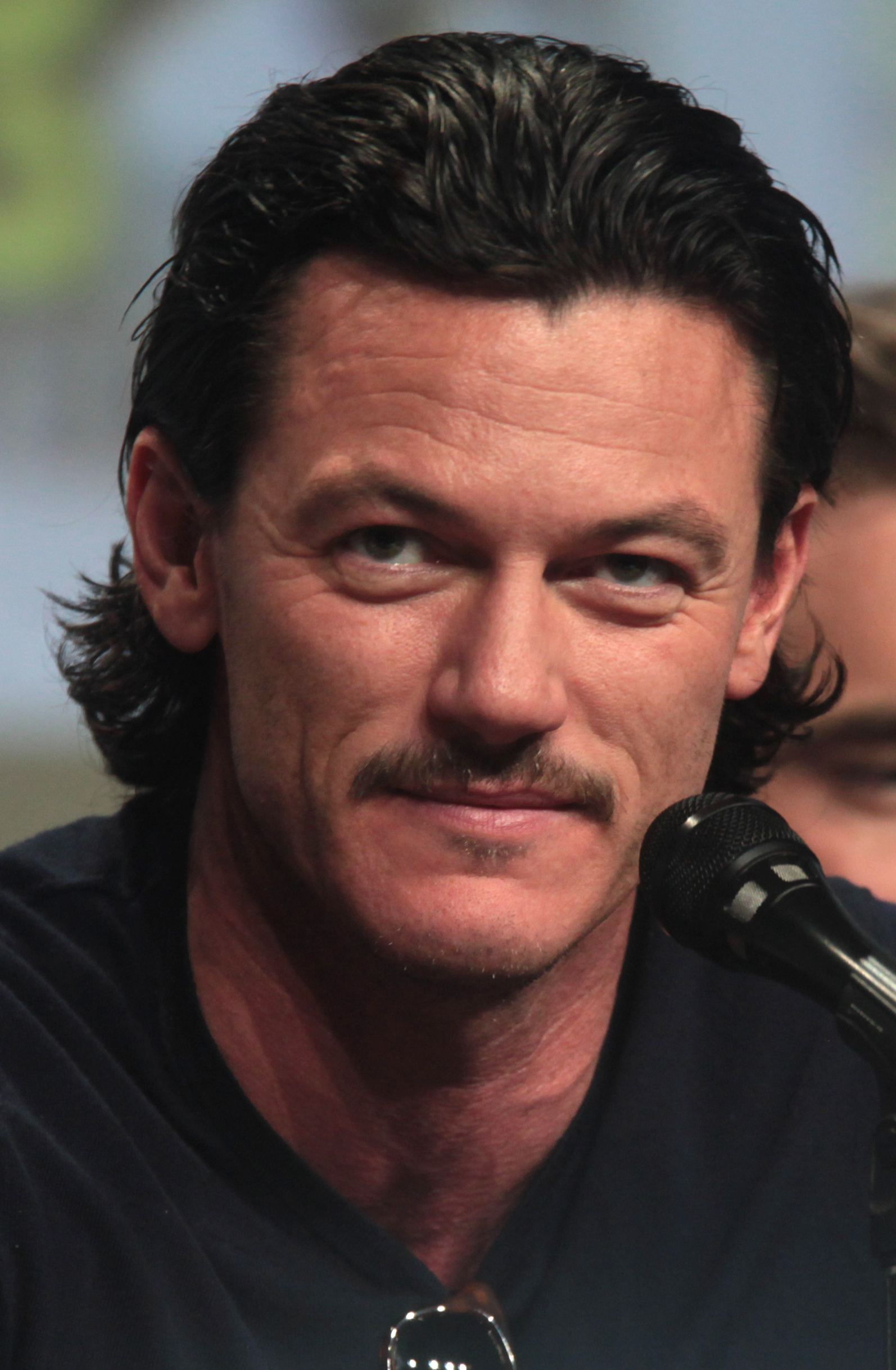
ルーク・エヴァンズ

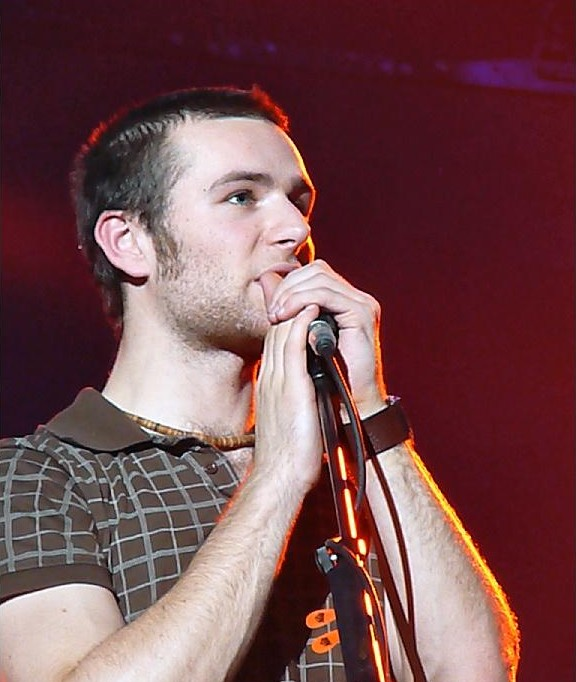
ハリー・ジャッド

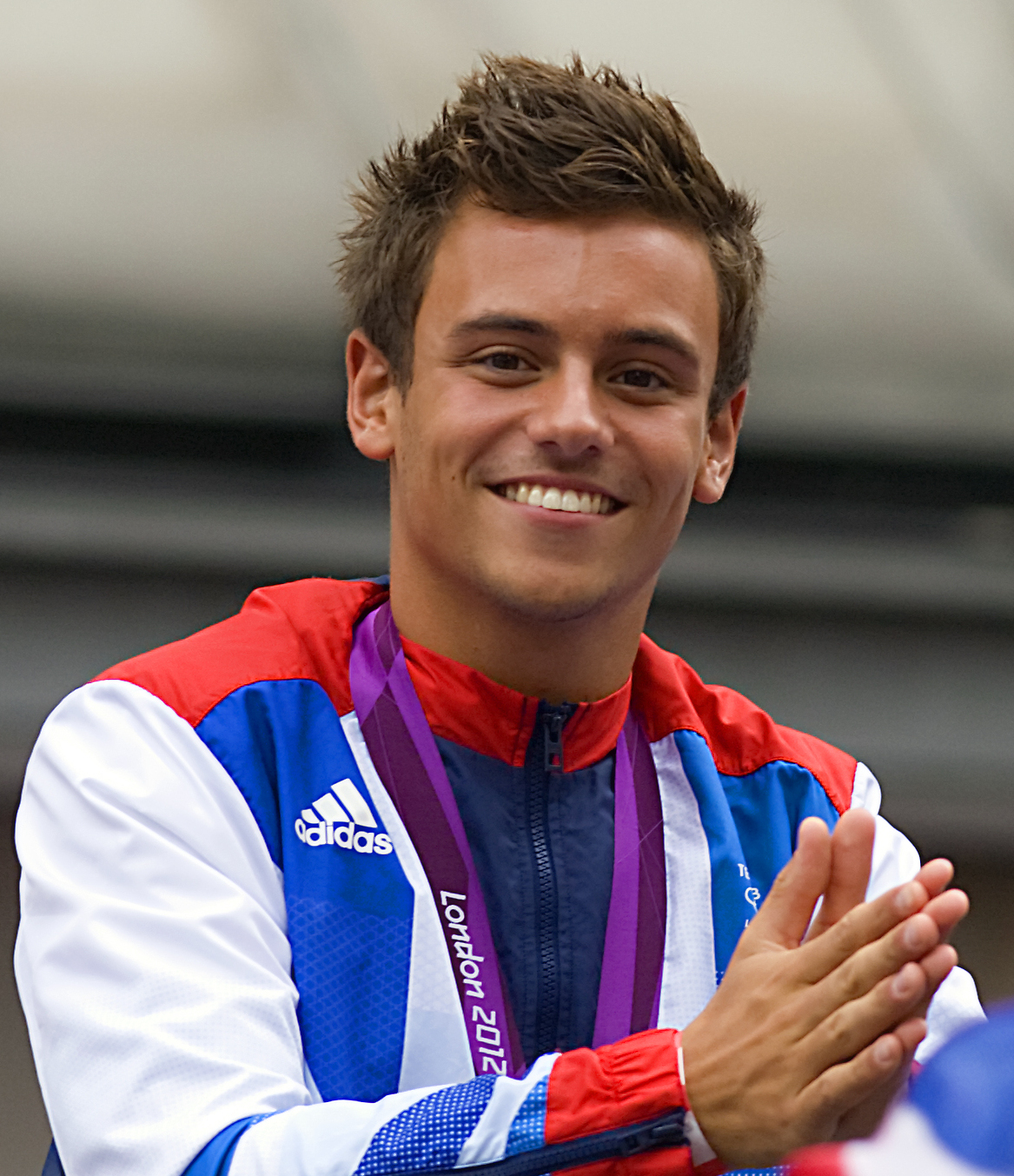
トーマス・デーリー

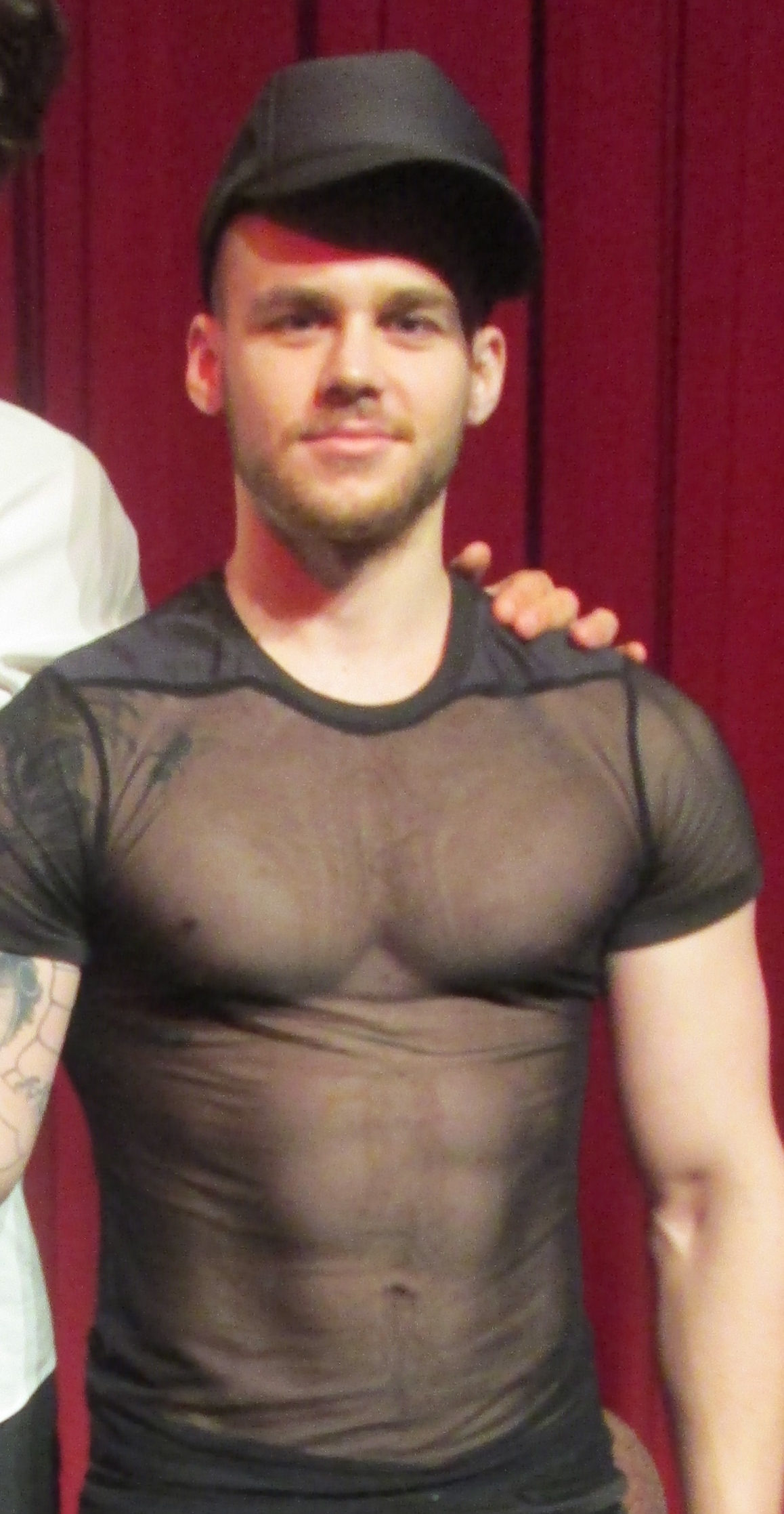
マシュー・キャンプ

### 王室関係
- ウィリアム王子

### 政治家
- トニー・ブレア
- デーヴィッド・キャメロン
- エド・ミリバンド

### 俳優
- ルーク・エヴァンズ
- ルパート・エヴェレット
- アンドルー・スコット
- ジョナサン・グロフ
- コナー・ジェサップ
- ブライアン・J・スミス
- コルトン・ヘインズ
- トム・プライア
- ラッセル・トーヴィー
- ジョン・バロウマン
- ヒース・レジャー
- ダニエル・ラドクリフ
- ベン・ハーディ
- トム・ハーディ
- アンドリュー・ガーフィールド
- マシュー・ルイス
- サシャ・バロン・コーエン
- ジェームズ・フランコ
- ドミニク・クーパー
- マット・デイモン

### 歌手
- マクフライ
ハリー・ジャッド（表紙最多回数）
- ボーイ・ジョージ（創刊号表紙）
- ウィル・ヤング
- オリー・アレクサンダー
- ジョシュア・バセット
- ジョージ・マイケル
- アダム・ランバート
- エルトン・ジョン
- サム・スミス
- マドンナ
- ロビー・ウィリアムズ
- テイク・ザット
- スパイス・ガールズ
- カイリー・ミノーグ
- リアム・ペイン

### スポーツ選手
- トーマス・デーリー
- デビッド・ベッカム

### ポルノ男優
- マシュー・キャンプ

### モデル
- ルポール

## 寄稿
この雑誌の寄稿者には、ジュリー・バーチル、デヴィッド・ファーニッシュ、マーク・シンプソン(初期の頃の主要なコラムニスト)、ティム・ティーマン、ジャッキー・コリンズ、マット・ルーカス、ボーイ・ジョージ、ラッセル・T・デイヴィス、グレアム・ノートン、ジ・オーディナリー・ボーイズのプレストン、ブルース・ラ・ブルース、写真家のヴォルフガング・ティルマンスなどがいる。

## 評価
2005年には元編集者のアダム・マッテラが、BSMEアワードにて年間の男性誌部門の最高編集者に選ばれた。この賞にて、ゲイ向け雑誌の編集者が受賞したのはこれが初の事例である。
Audit Bureau of Circulations(ABC)が公表した、本誌の2013年7月から12月にかけての電子版の発行部数は9,966冊となった。どのゲイ雑誌もABCにおいて売り上げ部数を公表したものはなかった(ただし『ベント』はしばしば売り上げを明らかにしており、2004年にABCが行った調査によると42,347冊であった。)。しかし、『プレス・ガゼット』は『アティテュード』をこの部門において最高の売り上げを誇っている雑誌に選んだ。

## グローバル版

### タイ版
GMMインター・パブリッシングは『アティテュード』のタイ版を2011年3月から発行し始めた。この雑誌では、タイの主要な有名人を取り上げている。例としては、マリオ・マウラーやナデート・クギミヤなどがいる。この影響により、タイの写真家ハルハン・アイリーによってタイ限定で、「僕らが好きなストレートの男性」というコラムを開始した。2013年初期に彼がこの雑誌でのコラムをやめるまでは、特集されることが、モデルとしてのファッション業界での更なるキャリアを形成するきっかけとなった。